# Бакир, Абдижалел Кошкарович
Абдижалел Кошкарович Бакир (каз. Әбдіжәлел Қошқарұлы Бәкір; род. 23 января 1940, Сырдарьинский район, Кызылординская область, Казахская ССР) — казахстанский общественный и политический деятель, журналист, доктор политических наук (2006), кандидат философских наук, профессор.

## Биография
Абдижалел Кошкарович Бакир Родился 23 января 1940 года в населенном пункте «Айдарлы» Сырдарьинского района Кызылординской области.
В 1956 году окончил среднюю школу имени 1-мая (ныне Калтай Мухамеджанов) в городе Кызылорде
В 1963 году окончил с отличием литературный факультет Педагогического института им. Н. В. Гоголя (ныне Кызылординский государственный университет им. Коркыт Ата).
В 1991 году защитил учёную степень кандидата философских наук, тема диссертации: «Преодоление буржуазного национализма — важный фактор решения национального вопроса СССР (на опыте Казахстана).»
В 2006 году защитил учёную степень доктора политических наук, тема диссертации: «Формирование профессионального Парламента Республики Казахстан: политический анализ».
С 1965 по 1991 годы — Занимал различные ответственные должности в партийных, комсомольских органах.
С 1991 по 1995 годы — Председатель Кызылординской областной телерадиокомпании.
С 1995 по 2004 годы — Депутат Мажилиса Парламента Республики Казахстан I, ІІ созывов.
С 2005 года — Профессор социально-психологических дисциплин Казахского гуманитарного юридического университета.

## Награды
- 1968 — Почётная грамота Верховного Совета Казахской ССР
- 1971 — Почётная грамота Верховного Совета Казахской ССР
- 1982 — Медаль «За трудовую доблесть»
- 1985 — Нагрудный знак «Отличник народного образования Казахской ССР»
- 1998 — Памятная медаль «Астана»
- 2001 — Почётная грамота Республики Казахстан
- 2001 — Медаль «10 лет независимости Республики Казахстан»
- 2005 — Медаль «10 лет Конституции Республики Казахстан»
- 2006 — Медаль «10 лет Парламенту Республики Казахстан»
- 2009 — Нагрудный знак «Ибрай Алтынсарин»
- Награждён нагрудным знаком Первого Президента Республики Казахстан «Алтын барыс»